# リチャード・クレンナ

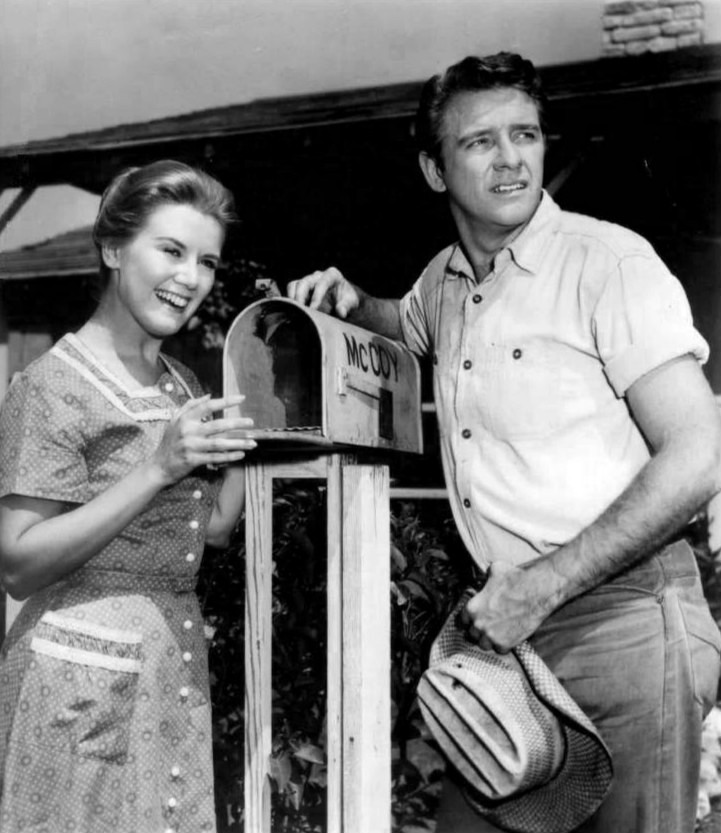
キャスリーン・ノーランと（1960年）

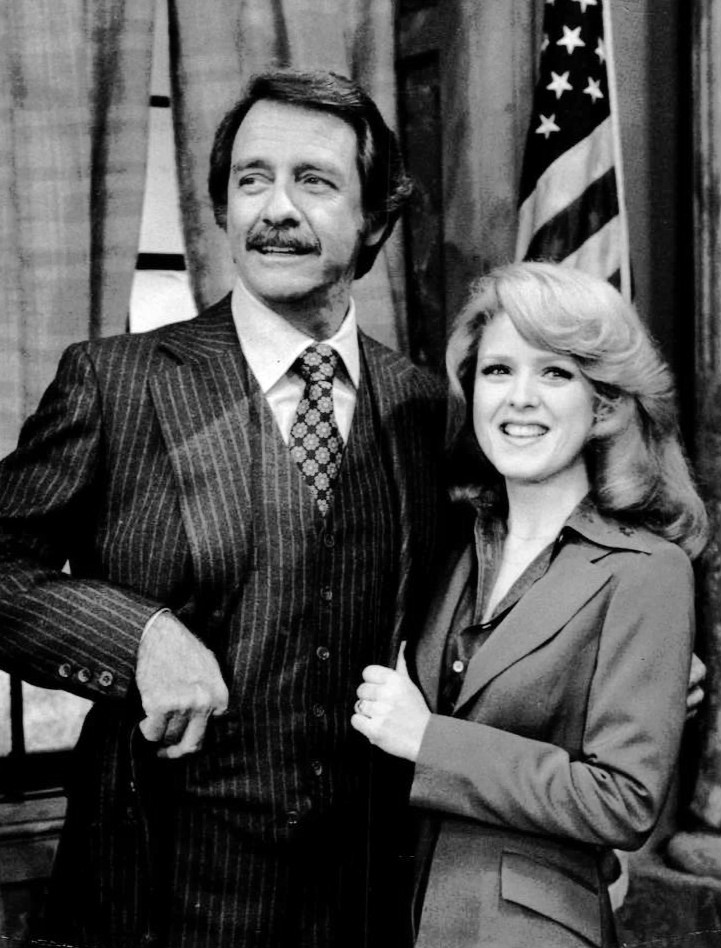
バーナデット・ピーターズと（1977年）

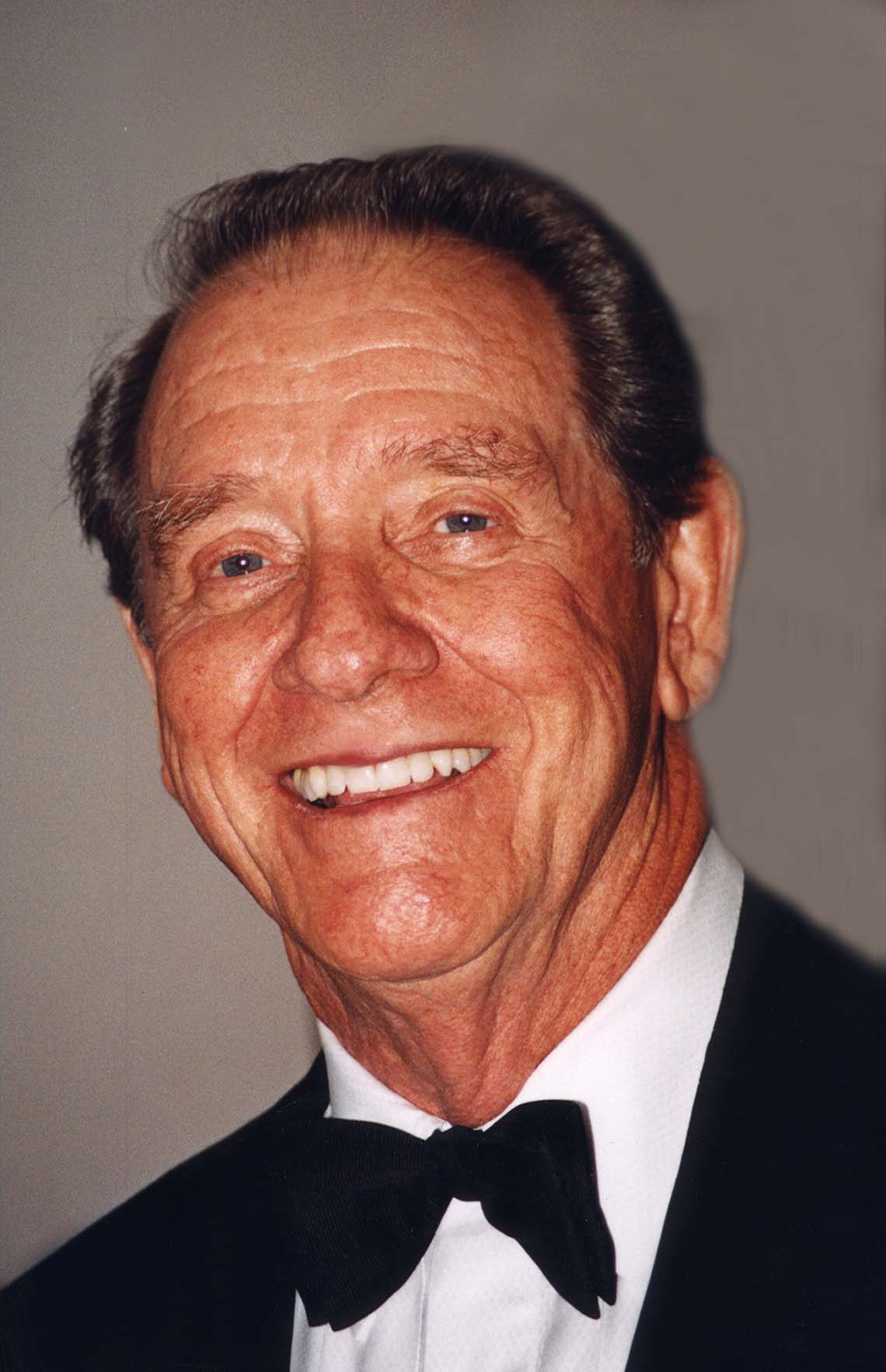
1998年

リチャード・クレンナ（Richard Crenna, 本名：Richard Donald Crenna、1926年11月30日 - 2003年1月17日）は、アメリカ合衆国の俳優で、ラジオ、映画、テレビドラマで活躍した。

## 生涯
カリフォルニア州ロサンゼルス出身のイタリア系。高校時代に先生の紹介でNBCのラジオに出演した事が俳優を志すきっかけとなった。南カリフォルニア大学を卒業後、ラジオ番組で有名となり活動の場をテレビへと移行した。テレビシリーズの『マッコイじいさん』や『スラッタリー物語』でお茶の間の人気を独占する。その勢いのまま映画へ『砲艦サンパブロ』や『暗くなるまで待って』で活躍した、しかし映画では低迷し、活動の場をテレビ中心にしていた。
1982年公開の映画『ランボー』でランボーの元上官、サミュエル・トラウトマン大佐を演じて再び脚光を浴びる。以降『ランボー』シリーズに出演。チャーリー・シーン主演のコメディー映画『ホット・ショット2』ではその役を自らパロディにした。
1959年に結婚して3人の子供に恵まれ、次男は俳優のリチャード・アンソニー・クレンナ（Richard Anthony Crenna）、長女のマリア・クレンナ（Maria Crenna）はCBSの副社長になった。
2003年1月17日、膵臓癌で死去。77歳。

## 主な出演作品

### 映画
- 赤い空 Red Skies of Montana（1952）
- メイド・イン・パリ Made in Paris（1965）
- 砲艦サンパブロ The Sand Pebbles （1966）
- 暗くなるまで待って Wait Until Dark（1967）
- スター! Star!（1968）
- 強奪超特急 Midas Run（1969）
- 宇宙からの脱出 Marooned（1969）
- デザーター/特攻騎兵隊 The Deserter（1970）
- 朝やけの空 Red Sky at Morning（1970）
- マーベリックの黄金 Catlow（1971）
- リスボン特急 Un flic (1972)
- 軍用列車 Breakheart Pass（1975）
- 新・悪魔の棲む家 The Evil（1978）
- 荒馬ハンク Wild Horse Hank（1978）
- ゴースト/血のシャワー Death Ship（1980）
- 白いドレスの女 Body Heat（1981）
- ランボー First Blood (1982)
- 5人のテーブル Table for Five（1982）
- フラミンゴキッド The Flamingo Kid（1984）
- クレイジー・ファミリー/太陽がめいっぱい（1985）
- ランボー/怒りの脱出 Rambo: First Blood Part II (1985)
- デッドリー・フォース A Case of Deadly Force（1986）
- 鷲の翼に乗って On Wings of Eagles (1986) テレビ映画
- ランボー3/怒りのアフガン Rambo III（1988）
- リバイアサン Leviathan（1989）
- ホット・ショット2 Hot Shots! Part Deux (1993)
- 恋する放火犯（パイロマニア）A Pyromaniac's Love Story（1995）
- ジェイド Jade（1995）
- サブリナ Sabrina（1995）
- 裸の銃を持つ逃亡者 Wrongfully Accused（1998）
- ジェシカおばさんの事件簿/寒い国から来た標的 Murder, She Wrote: A Story to Die For（2000）テレビ映画
- レーガン/大統領暗殺未遂事件 The Day Reagan Was Shot（2001）テレビ映画
- ランボー/最後の戦場Rambo（2008）アーカイブ出演

### テレビシリーズ
| 年        | 日本語題 原題                      | 役名                         | 備考                               |
| --------- | ---------------------------------- | ---------------------------- | ---------------------------------- |
| 1957-1963 | マッコイじいさん The Real McCoys   | ルーク                       | 計225話出演                        |
| 1964-1965 | スラッタリー物語 Slattery's People | ジェームス・スラッタリー     | 計36話出演                         |
| 1999      | シカゴホープ Chicago Hope          | マーティン・ロックウェル博士 | 第5シーズン第18話「Teacher's Pet」 |